# Josh Ho-Sang
Joshua "Josh" Ho-Sang, född 22 januari 1996, är en kanadensisk professionell ishockeyspelare som spelar för Florida Everblades i ECHL. Efter att ha blivit vald i NHL Entry Draft 2014 i den första rundan som 28:e spelare totalt av New York Islanders, tillhörde han klubben mellan 2014 och 2021. Han gjorde NHL-debut 2017 och spelade under tiden i Islanders mest i AHL främst för Bridgeport Sound Tigers, men också för San Antonio Rampage. Säsongen 2020/21 blev han utlånad SHL där han spelade ett fåtal matcher både för Örebro HK och Linköping HC.
2021 återvände han till Nordamerika och spelade en säsong för Toronto Marlies i AHL. Därefter spelade han, på grund av skadeproblem, endast en handfull matcher för den ryska klubben Salavat Julajev Ufa i KHL under säsongen 2022/23. I mars 2024 gjorde han comeback då han avslutade säsongen 2023/24 med Everblades i ECHL, där han också vann Kelly Cup med klubben.
Ho-Sang representerade Kanadas A-landslag vid OS i Peking 2022.

## Karriär

### Klubblag

#### 2012–2016: Början av karriären
Han valdes av Windsor Spitfires i den första omgången, som femte spelare totalt, av OHL:s Priority Selection. I sin första säsong med Spitfires stod Ho-Sang för 44 poäng på 63 grundseriematcher, vilket gav honom en sjätteplats i ligan bland OHL:s rookies. Ho-Sang medverkade i matchen BMO Top Prospects 2014, där han stod för ett mål och en assistpoäng. Den 5 april samma år fick Ho-Sang en 15 matcher lång avstängning (som senare kortades ner till sex matcher) som skulle komma att verkställas i början av säsongen 2014/15, efter en tackling bakifrån på motståndaren Zach Bell den 27 mars. Tacklingen medförde att Bell bröt sitt ben.
Ho-Sang draftades i första rundan i 2014 års draft av New York Islanders som 28:e spelare totalt. Islanders general manager Garth Snow var inte orolig över att Ho-Sang inte skulle passa in i lagbygget: "Han kommer passa. De sket på mig också". Snow sade vidare: "Vi värvar de spelare som vi känner kan hjälpa oss att vinna [och] vi skiter i vad någon annan tycker." I oktober 2014 skrev Islanders ett treårsavtal med Ho-Sang. Han återvände till Spitfires för säsongen 2014/15 och noterades för 19 poäng på elva grundseriematcher. Den 14 november 2014 byttes han bort till Niagara Icedogs mot Hayden McCool och val i den andra rundan av draften 2016, 2018 och 2019. Han avslutade säsongen med 81 poäng på 60 matcher.
Ho-Sang fick återvända till Icedogs som straff för att han kommit sent till den första dagen av Islanders träningsläger inför säsongen 2015/16. I sin sista säsong med Icedogs vann han lagets interna poängliga med 82 poäng på 66 grundseriematcher (19 mål, 63 assist). Han noterades också för 26 poäng på 17 matcher under det följande slutspelet där Icedogs föll mot London Knights i finalserien med 4–0 i matcher.

#### 2016–2021: AHL och New York Islanders

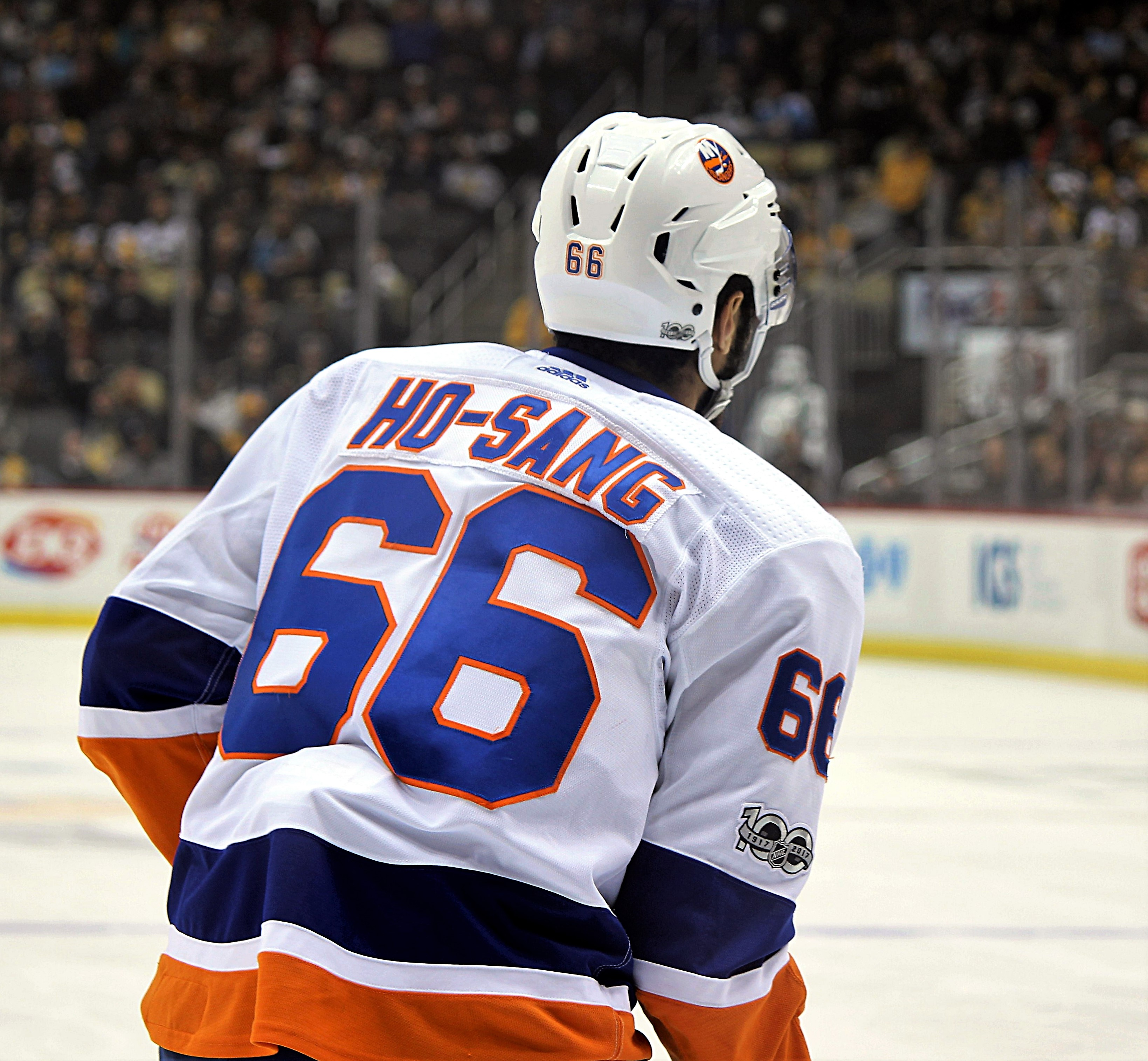
Ho-Sang med New York Islanders 2017.

Säsongen 2016/17 inledde Ho-Sang med Islanders farmarklubb Bridgeport Sound Tigers i AHL. Han spelade sin första match i ligan den 15 oktober 2016, mot Providence Bruins. Samma månad, den 29 oktober, gjorde han sitt första AHL-mål, på Alex Lyon, i en 4–5-seger mot Lehigh Valley Phantoms. Efter att ha stått för elva poäng på sex matcher blev Ho-Sang uppkallad till Islanders den 28 februari 2017, men skickades tillbaka till Sound Tigers bara några timmar senare. Han blev återigen uppkallad till Islanders dagen därpå och gjorde därefter NHL-debut den 2 mars samma år mot Dallas Stars. Den 7 mars samma år gjorde han sitt första NHL-mål, på Cam Talbot, i en 4–1-seger mot Edmonton Oilers. På 50 grundseriematcher stod Ho-Sang för 36 poäng, varav tio mål i AHL. I NHL spelade han 21 matcher och stod för fyra mål och sex assistpoäng.
Ho-Sang inledde säsongen 2017/18 i NHL med Islanders. Efter att ha noterats för fyra assist på de sex inledande matcherna skickades han tillbaka till Sound Tigers den 25 oktober 2017. Månaden därpå återvände han till Islanders och spelade ytterligare 15 matcher för klubben, där han stod för åtta poäng. Han spelade sedan återstoden av säsongen i AHL där han gjorde 31 poäng på 50 grundseriematcher, varav åtta mål. Säsongen 2018/19 tillbringade Ho-Sang främst i AHL. I december och januari spelade han totalt tio matcher för Islanders i NHL där han noterades för ett mål och en assistpoäng. I AHL gjorde han sin poängmässigt bästa säsong med 43 poäng på 56 grundseriematcher. Den 17 februari 2019 noterades han för ett hat trick och totalt fem poäng i en 3–7-seger mot Charlotte Checkers. Han spelade därefter sitt första Calder Cup-slutspel där Sound Tigers omgående slogs ut av Hershey Bears med 3–2 i matcher. På dessa matcher noterades han för ett mål och en assistpoäng.
Den 19 augusti 2019 bekräftades det att Ho-Sang förlängt sitt avtal med Islanders med ytterligare en säsong. Månaden därpå, den 30 september, placerades han dock på waiverslistan. Han tingades inte av någon annan NHL-klubb och skickades därför vidare till Sound Tigers i AHL. I början av oktober meddelades det genom Islanders general manager Lou Lamoriello att Ho-Sang genom sin agent begärt att få bli bortbytt från Islanders. På grund av detta ombads Ho-Sang att varken träna eller spela i inledningen av säsongen 2019/20. Han missade de inledande tio veckorna av säsongen då Lamoriello gjort ett försök att möta Ho-Sangs förfrågan. Han återvände till Sound Tigers den 17 december 2019 och spelade sedan 16 matcher för klubben, där han stod för tre mål och tio assistpoäng. Den 28 februari 2020 bekräftades det att han lånats ut till seriekonkurrenten San Antonio Rampage för återstoden av säsongen.

#### Från 2021: Spel i Europa och återkomst till Nordamerika
Den 28 oktober 2020 stod det klart att Ho-Sang förlängt avtalet med Islanders med ytterligare en säsong. Den 16 januari 2021 meddelades att Ho-Sang lämnat Nordamerika då han lånats ut till Örebro HK i Svenska Hockeyligan för resterande del av säsongen 2020/21. Han gjorde SHL-debut den 28 januari i en match mot Luleå HF. Han spelade dock endast fem matcher för klubben då det den 10 februari 2021 meddelades att man valt att avbryta samarbetet med Ho-Sang. Detta med bakgrund till att han ansågs ligga långt efter i träning sett till den övriga gruppen och anpassningen till det svenska spelet. Kort därefter, den 14 februari, stod det klart att Ho-Sang istället anslutit till seriekonkurrenten Linköping HC. Samma månad, den 25 februari, noterades han för sitt första SHL-mål, på Viktor Fasth, i en 2–1-förlust mot Växjö Lakers HC. Ho-Sang spelade dock endast fyra matcher för Linköping, där han noterades för två mål.
Efter att ha medverkat på Toronto Maple Leafs försäsongsträning 2021 bekräftades det i början av oktober samma år att Ho-Sang skrivit ett ettårigt kontrakt med Maple Leafs farmarklubb Toronto Marlies i AHL. Han spelade för Marlies hela säsongen och noterades för 35 poäng på 47 grundseriematcher. Den 13 juli 2022 meddelades det att Ho-Sang åter lämnat Nordamerika då han skrivit ett ettårsavtal med Salavat Julajev Ufa i KHL. Den 3 september samma år spelade han sin första KHL-match, där han noterades för en assistpoäng. Detta kom också att bli Ho-Sangs enda grundseriematch för klubben då han i densamma ådrog sig en skada, vilken tvingade honom till operation. Han gjorde därefter comeback i mars 2023 i Gagarin Cup-slutspelet där klubben slogs ut av HK Admiral Vladivostok.
Efter att ha gått kontraktslös i inledningen av säsongen 2023/24 bekräftades det den 13 mars 2024 att Ho-Sang skrivit ett avtal med Florida Everblades i ECHL. På elva grundseriematcher för klubben stod han för 15 poäng. Klubben vann därefter Kelly Cup där han på 22 matcher stod för 18 poäng. Med 17 assist vann han dessutom assistligan i Kelly Cup-slutspelet. Säsongen 2024/25 gick Ho-Sang åter kontraktslös fram till och med slutet av mars 2025. Han skrev då återigen ett avtal med Everblades och spelade därefter sex grundseriematcher för klubben; på dessa noterades han för fyra assistpoäng. När laget sedan i mitten av april 2025 meddelade truppen till Kelly Cup fanns inte Ho-Sang uttagen.

### Landslag
I januari 2022 blev Ho-Sang uttagen till det landslag som skulle komma att representera Kanada vid OS i Peking samma år. Kanada slutade på andra plats i grupp A, efter bland annat en förlust mot USA. I slutspelet slog man ut värdnationen med 7–2, innan man själva besegrades av Sverige med 2–0 i kvartsfinal. Kanada slutade på sjätte plats i turneringen och Ho-Sang noterades för tre assistpoäng på fem spelade matcher.

## Statistik

### Klubblag
| 2011–12    | Toronto Marlboros       | GTHL       | 30  | 31 | 48  | 79  | 24  | —  | — | —  | —  | —  |
| 2012–13    | Windsor Spitfires       | OHL        | 63  | 14 | 30  | 44  | 22  | —  | — | —  | —  | —  |
| 2013–14    | Windsor Spitfires       | OHL        | 67  | 32 | 53  | 85  | 44  | 4  | 1 | 2  | 3  | 10 |
| 2014–15    | Windsor Spitfires       | OHL        | 11  | 3  | 16  | 19  | 8   | —  | — | —  | —  | —  |
| 2014–15    | Niagara Icedogs         | OHL        | 49  | 14 | 48  | 62  | 38  | 11 | 1 | 15 | 16 | 18 |
| 2015–16    | Niagara Icedogs         | OHL        | 66  | 19 | 63  | 82  | 44  | 17 | 6 | 20 | 26 | 8  |
| 2016–17    | Bridgeport Sound Tigers | AHL        | 50  | 10 | 26  | 36  | 24  | —  | — | —  | —  | —  |
| 2016–17    | New York Islanders      | NHL        | 21  | 4  | 6   | 10  | 12  | —  | — | —  | —  | —  |
| 2017–18    | New York Islanders      | NHL        | 22  | 2  | 10  | 12  | 2   | —  | — | —  | —  | —  |
| 2017–18    | Bridgeport Sound Tigers | AHL        | 50  | 8  | 23  | 31  | 40  | —  | — | —  | —  | —  |
| 2018–19    | Bridgeport Sound Tigers | AHL        | 56  | 8  | 35  | 43  | 18  | 5  | 1 | 1  | 2  | 0  |
| 2018–19    | New York Islanders      | NHL        | 10  | 1  | 1   | 2   | 6   | —  | — | —  | —  | —  |
| 2019–20    | Bridgeport Sound Tigers | AHL        | 16  | 3  | 7   | 10  | 0   | —  | — | —  | —  | —  |
| 2019–20    | San Antonio Rampage     | AHL        | 6   | 1  | 2   | 3   | 2   | —  | — | —  | —  | —  |
| 2020–21    | Örebro HK               | SHL        | 5   | 0  | 1   | 1   | 2   | —  | — | —  | —  | —  |
| 2020–21    | Linköping HC            | SHL        | 4   | 2  | 0   | 0   | 4   | —  | — | —  | —  | —  |
| 2021–22    | Toronto Marlies         | AHL        | 47  | 16 | 19  | 35  | 24  | —  | — | —  | —  | —  |
| 2022–23    | Salavat Julajev Ufa     | KHL        | 1   | 0  | 1   | 1   | 2   | 4  | 0 | 0  | 0  | 0  |
| 2023–24    | Florida Everblades      | ECHL       | 11  | 2  | 13  | 15  | 6   | 22 | 1 | 17 | 18 | 16 |
| 2024–25    | Florida Everblades      | ECHL       | 6   | 0  | 4   | 4   | 4   | —  | — | —  | —  | —  |
| NHL totalt | NHL totalt              | NHL totalt | 53  | 7  | 17  | 24  | 20  | —  | — | —  | —  | —  |
| AHL totalt | AHL totalt              | AHL totalt | 225 | 46 | 112 | 158 | 108 | 5  | 1 | 1  | 2  | 0  |
| OHL totalt | OHL totalt              | OHL totalt | 256 | 82 | 210 | 292 | 156 | 32 | 8 | 37 | 45 | 36 |

### Internationellt
| År     | Lag    | Turnering | Matcher | Mål | Assists | Poäng | Utv. |
| ------ | ------ | --------- | ------- | --- | ------- | ----- | ---- |
| 2022   | Kanada | OS        | 5       | 0   | 3       | 3     | 2    |
| Totalt | Totalt | Totalt    | 5       | 0   | 3       | 3     | 2    |